# Anhedonia
Anhedonia (fr. anhédonie) – brak lub utrata zdolności odczuwania przyjemności (zarówno zmysłowej, cielesnej, jak i emocjonalnej, intelektualnej czy duchowej) i radości. W tym drugim przypadku chodzić może o bardzo zróżnicowane sytuacje takie jak radość wynikająca ze spotkania z bliskimi, wykonywania ulubionych do tej pory czynności czy ogólną radość życia. Jest jednym z kluczowych objawów pomocnych przy diagnozowaniu depresji. Występuje również (jako objaw negatywny) w przypadku schizofrenii oraz niektórych innych zaburzeń psychicznych.
Termin „anhedonia” (fr. anhédonie, z gr. ἀν – i ἡδονή) stworzył badacz Théodule-Armand Ribot, który posłużył się nim w monografii La psychologie des sentiments (1896).
Anhedonia zaburza funkcjonowanie społeczne, ponieważ otoczenie nie potrafi odczytywać stanów emocjonalnych osoby cierpiącej na to zaburzenie. Anhedonii towarzyszą przeważnie inne objawy, jak spłycenie afektu, brak spontanicznego wyrazu takich emocji, jak radość, gniew, żywiołowość. Wyrażane w anhedonii stany emocjonalne są „zszarzałe”, o zbliżonym kolorycie i podobnej ekspresji.
Czasem obserwuje się anhedonię indukowaną – jednostka w określonej grupie (kulturowej lub religijnej) podporządkowuje się wymogom powściągliwości emocjonalnej, pozbawiając się uczucia radości i zadowolenia z codziennego życia (np. relacji z bliskimi).
Anhedonia jest stosunkowo częstym skutkiem ubocznym stosowania antydopaminergicznych leków przeciwdepresyjnych (np. selektywnych inhibitorów wychwytu zwrotnego serotoniny lub inhibitorów wychwytu zwrotnego serotoniny i noradrenaliny) ujawniającym się w fazie remisji, po ustąpieniu ostrych objawów depresji. Zarówno anhedonia pierwotna (tj. wynikająca z depresji) jak i wtórna (wywołana przez leki przeciwdepresyjne) jest zjawiskiem uleczalnym.
Narzędziem służącym do oceny nasilenia anhedonii, wykorzystywanym w gabinecie psychiatrycznym lub psychoterapeutycznym, jest Skala Odczuwania Przyjemności SHAPS.